# Bardera fasciolatus
Bardera fasciolatus är en insektsart som beskrevs av Melichar 1904. Bardera fasciolatus ingår i släktet Bardera och familjen dvärgstritar. Inga underarter finns listade i Catalogue of Life.